# Улица Фейгина (Кронштадт)
Улица Фейгина — улица в Кронштадте (Россия, Санкт-Петербург). Проходит от Андреевской улицы.

## История
Медвежья улица была в 1909 году переименована в честь отца Иоанна Кронштадтского в Сергиевскую улицу, так как на ней располагался Дом трудолюбия.
В 1918 году после революции изменила название на улицу Зиновьева, а с 1933 года стала носить имя Герасима Фейгина, погибшего в 1921 году при подавлении Кронштадтского восстания.

## Примечательные здания и сооружения
- № 7а, 9а — дом трудолюбия со странноприимным домом, построены в конце XIX века благодаря Св. Иоанну Кронштадтскому. Первоначальный проект Дома трудолюбия (совр. д. 7а) инженер-поручика В. О. Титова был в 1882-м доработан под руководством Алексея Яковлевича Силина. Здание предназначались для размещения семей, потерявших кров после крупного пожара 1874 года. При Доме трудолюбия работали школа для 150 детей и 5 мастерских. В 1891—1892 годах с северной стороны к зданию пристроили Странноприимный дом[2].